# Les Salces
Les Salces är en kommun i departementet Lozère i regionen Occitanien i södra Frankrike. Kommunen ligger i kantonen Saint-Germain-du-Teil som tillhör arrondissementet Mende. År 2022 hade Les Salces 90 invånare.

## Befolkningsutveckling
Antalet invånare i kommunen Les Salces
| Referens: INSEE |